# Kelder
Een kelder (Latijn: cellarium) is dat gedeelte van een gebouw dat onder de grond (onder het maaiveld) is gelegen.

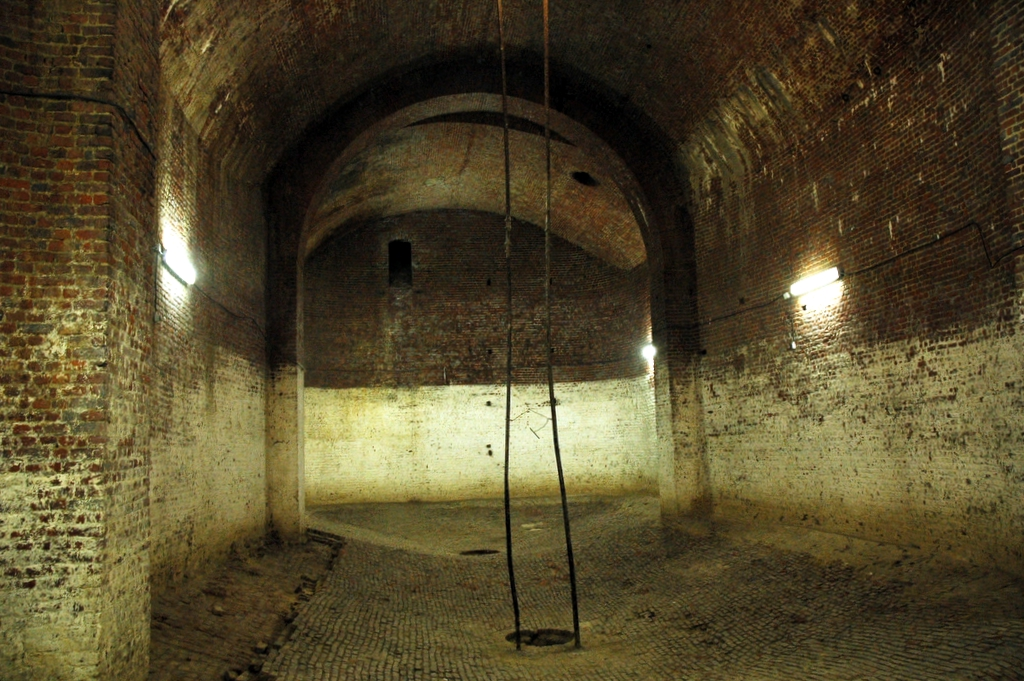
IJskelder Campus VUB Etterbeek, beschermd sinds 1993

Door zijn ligging heerst er meestal een vrijwel constante temperatuur. 's Zomers is het relatief koel en wordt een kelder vooral gebruikt voor de opslag van voedsel of goederen, maar ook als slaapruimte en bijvoorbeeld muziekstudio. Moderne huizen in Nederland hebben steeds vaker een kelder omdat kelderbouw relatief goedkoop is door de oplopende grondprijzen. Een koekoek kan voor ventilatie en (extra) daglichttoetreding worden toegepast. Een koele kelder(kast) is een uitstekende bewaarplaats voor veel soorten voedingsmiddelen zoals groente, fruit, aardappelen, frisdranken en eieren.
Als een kelder gedeeltelijk onder de grond ligt noemt men dit in Nederland een souterrain. Een souterrain heeft vaak ramen die net boven het maaiveld uitsteken.